# Động vật nội nhiệt

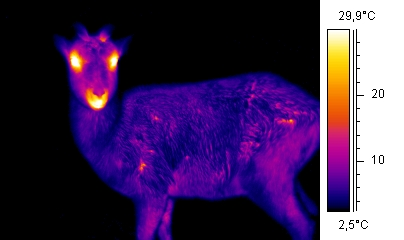
Bản đồ nhiệt phát ra từ một con nai khi về đêm, nhiệt độ phát ra tự thân của chúng cung cấp năng lượng để hoạt động trong đêm mà không cần phải "ngủ đông" như các loài bò sát

Động vật nội nhiệt hay sinh vật nội nhiệt (Endotherm, trong tiếng Hy Lạp thì từ Endo có nghĩa là "bên trong/nội sinh", từ therm là "nhiệt độ") là thuật ngữ sinh vật học dùng để chỉ các sinh vật luôn duy trì nhiệt độ cơ thể mà không dựa hoàn toàn vào môi trường xung quanh. Đây là một sinh vật duy trì cơ thể của nó ở nhiệt độ thuận lợi về mặt trao đổi chất, chủ yếu bằng cách sử dụng nhiệt được giải phóng bởi các chức năng cơ thể bên trong của nó thay vì phải hoàn toàn dựa vào môi trường nhiệt độ xung quanh.
Lượng nhiệt sinh ra bên trong như vậy chủ yếu là một sản phẩm ngẫu nhiên của quá trình trao đổi chất thường xuyên của động vật ngay trong nội tại cơ thể của chúng, nhưng trong điều kiện lạnh quá mức hoặc hoạt động thấp, nhiệt độ cơ thể có thể áp dụng các cơ chế đặc biệt thích ứng với sản xuất nhiệt. Chỉ có các loài chim và động vật có vú là các nhóm động vật nội nhiệt phổ biến. Theo cách gọi thông thường, các động vật nội nhiệt được đặc trưng là có "máu nóng".

## Cơ chế
Các loài động vật nội nhiệt thường sản sinh nhiệt dựa vào quá trình trao đổi chất, trong điều kiện môi trường khắc nghiệt, chúng thường áp dụng các cơ chế đặc biệt để tồn tại. Đối với các loài động vật máu lạnh có một lượng lớn ty thể so với các loài máu nóng khác, các ty thể này cho phép tăng tốc độ chuyển hóa chất béo và đường. Theo đó, để duy trì sự sống, chúng cần lượng thức ăn gấp đôi số lượng thức ăn của động vật máu nóng, điều này sẽ giúp quá trình trao đổi chất diễn ra được tốt hơn.
Trong tự nhiên, các loài động vật như rắn, thằn lằn sẽ giảm nhiệt tạm thời xuống gần với mức nhiệt độ xung quanh để tiết kiệm năng lượng. Về sinh học, tình trạng này gần giống như trạng thái "hôn mê" hay ngủ đông,còn gọi là lịm đi, tuy nhiên nếu trong khoảng thời gian lâu hơn và theo chu kỳ sẽ là quá trình ngủ đông. Các loài động vật nhỏ như chim ruồi sẽ giảm đáng kể thời gian hoạt động hàng ngày, duy trì nhiệt độ cơ thể. Con người thuộc vào nhóm động vật hằng nhiệt nhưng khi ngủ chúng ta giảm khả năng trao đổi chất, nhiệt độ cơ thể sẽ giảm khoảng 1 độ C. Trong cơ thể người thì não tạo ra khoảng 16% tổng lượng nhiệt và khoảng 2/3 lượng nhiệt sinh ra trong quá trình hô hấp và trao đổi chất khác của cơ quan nội tạng.

## Lợi ích
Ưu điểm chính của sinh vật nội nhiệt so với sinh vật ngoại nhiệt (ectothermy) là khả năng giảm sự dễ bị tổn thương trước những biến động của nhiệt độ bên ngoài. Bất kể vị trí (và do đó nhiệt độ bên ngoài), chúng luôn duy trì nhiệt độ lõi không đổi để hoạt động enzyme tối ưu. Nhiệt độ kiểm soát nhiệt độ cơ thể bằng các cơ chế cân bằng nội môi. Ở động vật có vú, hai cơ chế cân bằng nội môi riêng biệt có liên quan đến điều hòa nhiệt độ, một cơ chế làm tăng nhiệt độ cơ thể, trong khi cơ chế kia làm giảm nó. Sự hiện diện của hai cơ chế riêng biệt cung cấp mức độ kiểm soát rất cao. Điều này rất quan trọng vì nhiệt độ lõi của động vật có vú có thể được kiểm soát càng gần càng tốt với nhiệt độ tối ưu cho hoạt động của enzyme.
Tốc độ trao đổi chất tổng thể của động vật tăng theo hệ số khoảng hai cho mỗi nhiệt độ tăng 10 °C (18 °F), giới hạn bởi sự cần thiết phải tránh tăng thân nhiệt. Bản thân sinh vật nội nhiệt không cung cấp tốc độ di chuyển lớn hơn so với các loài máu lạnh ngoại nhiệt ectothermy. Động vật nhiệt đới có thể di chuyển nhanh như những động vật máu nóng có cùng kích thước và khi ở nhiệt độ tối ưu của nó, nhưng thường không thể duy trì sự trao đổi chất cao hoạt động. Động vật nội nhiệt/gia nhiệt có thể hoạt động tối ưu ở nhiều thời điểm hơn trong chu kỳ ngày đêm ở những nơi có sự thay đổi nhiệt độ mạnh giữa ngày và đêm và trong nhiều năm hơn ở những nơi có sự chênh lệch nhiệt độ theo mùa rất lớn. Điều này đi kèm với nhu cầu tiêu tốn nhiều năng lượng hơn để duy trì nhiệt độ bên trong không đổi và nhu cầu thực phẩm lớn hơn.

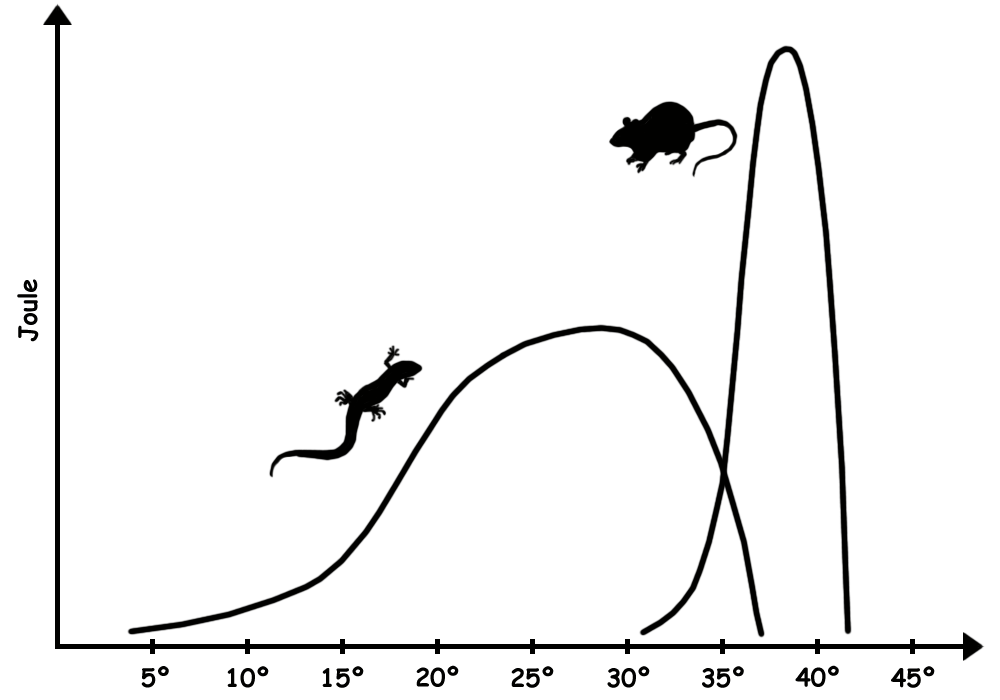
Sản lượng năng lượng duy trì liên tục (Joule) của một động vật biến nhiệt (thằn lằn) và một động vật hằng nhiệt (chuột) như một hàm số của thân nhiệt. Động vật hằng nhiệt có sản lượng cao hơn, nhưng chỉ có thể hoạt động trong một khoảng thân nhiệt hẹp.

Động vật nội nhiệt Endothermy có thể rất quan trọng trong quá trình sinh sản, ví dụ, trong việc mở rộng phạm vi nhiệt mà một loài có thể sinh sản, vì phôi thường không dung nạp được các dao động nhiệt mà người lớn dễ dàng chịu đựng. Động vật nội nhiệt Endothermy cũng có thể cung cấp một sự bảo vệ chống lại bị nhiễm nấm. Trong khi hàng chục ngàn loài nấm lây nhiễm nấm, côn trùng, chỉ có vài trăm động vật có vú và thường chỉ những cá thể có hệ thống miễn dịch bị tổn thương. Một nghiên cứu gần đây cho thấy nấm về cơ bản được trang bị kém để phát triển mạnh ở nhiệt độ ở động vật có vú. Nhiệt độ cao được cung cấp bởi niệm nhiệt có thể mang lại lợi thế tiến hóa.
Động vật ngoại nhiệt sẽ làm tăng nhiệt độ cơ thể của chúng chủ yếu thông qua các nguồn nhiệt bên ngoài như năng lượng ánh sáng mặt trời, do đó chúng cũng phụ thuộc vào các điều kiện môi trường xảy ra để đạt được nhiệt độ cơ thể hoạt động, ví dụ cá sấu sẽ hoạt bát hơn khi trời ấm dần. Động vật nội nhiệt chủ yếu sử dụng sản xuất nhiệt bên trong thông qua các cơ quan và mô hoạt động trao đổi chất (gan, thận, tim, não, cơ) hoặc các mô sản sinh nhiệt chuyên dụng như mô mỡ (BAT). Do đó, nói chung, nhiệt độ do đó có tốc độ trao đổi chất cao hơn so với sinh nhiệt ở một khối lượng cơ thể nhất định. Kết quả là chúng cũng sẽ cần tỷ lệ hấp thụ thức ăn cao hơn, điều này có thể hạn chế sự phong phú của các loại động vật nội nhiệt hơn nhiều so với ngoại nhiệt.
Bởi vì nhiệt động vật ngoại nhiệt phụ thuộc vào điều kiện môi trường để điều chỉnh nhiệt độ cơ thể, chúng thường chậm chạp hơn vào ban đêm và vào buổi sáng khi chúng xuất hiện từ nơi trú ẩn để sưởi ấm dưới ánh sáng mặt trời đầu tiên. Do đó, hoạt động tìm kiếm thức ăn được giới hạn trong thời gian ban ngày (sinh vật ban ngày) trong hầu hết các động vật có xương sống. Chẳng hạn như thằn lằn, chỉ có một vài loài được biết là sống về đêm (ví dụ như nhiều con tắc kè) và chúng chủ yếu sử dụng các chiến lược săn mồi mai phục có thể không cần nhiệt độ cơ thể cao như những gì cần thiết để tìm kiếm hoạt động. Do đó, các loài động vật có xương sống nội nhiệt ít phụ thuộc vào điều kiện môi trường và đã phát triển tính biến đổi cao (cả bên trong và giữa các loài) trong thói quen hoạt động ban ngày của chúng.
Người ta cho rằng sự tiến hóa của động vật nội nhiệt là rất quan trọng trong sự phát triển của sự đa dạng các loài động vật có vú trong thời kỳ Mesozoi. Khả năng nội nhiệt đã cho các động vật có vú tiền sử khả năng hoạt động vào ban đêm trong khi vẫn duy trì kích thước cơ thể nhỏ. Sự thích nghi trong chứng sợ ánh sáng và mất khả năng chống tia cực tím đặc trưng cho động vật có vú hiện đại được hiểu là sự thích nghi với lối sống về ban đêm, cho thấy nhóm đã trải qua một nút thắt cổ chai tiến hóa. Điều này có thể tránh được áp lực của động vật ăn thịt từ các loài bò sát và khủng long, mặc dù một số loài khủng long ăn thịt, có khả năng chịu nhiệt như nhau, có thể đã điều chỉnh lối sống về đêm để tránh làm con mồi cho những động vật có vú.